# Jim Ramel Kjellgren
Jim Love Ramel Kjellgren, född 18 juli 1987 i Lidingö församling i Stockholms län, är en svensk sjöofficer och tidigare skådespelare. Han är son till skådespelarna Johan H:son Kjellgren och Lotta Ramel och barnbarn till Povel Ramel.

## Skådespelarkarriär
Jim Ramel Kjellgren gjorde bland annat rollen som Jonte i TV-serien Eva & Adam (1999–2000) och den efterföljande filmen Eva & Adam – fyra födelsedagar och ett fiasko (2001). År 2001 medverkade han i filmen Leva livet, 2004 Kyrkogårdsön och 2005 i Storm.

## Militär karriär
Från januari 2009 till juli 2010 var han instruktör och stridsbåtschef. Efter att ha genomgått yrkesofficersprogrammet vid Försvarshögskolan 2010–2013 utnämndes han till fänrik i marinen i juli 2013. Han befordrades senare till löjtnant och tjänstgjorde som navigationsbefäl på Helsingborg.

## Filmografi
- 1999–2000 – Eva & Adam (TV-serie)
- 2001 – Eva & Adam – fyra födelsedagar och ett fiasko
- 2001 – Leva livet
- 2004 – Kyrkogårdsön
- 2005 – Storm